# Азамгарх
Азамгарх (енгл. Azamgarh), индијски град у истоименом округу у држави Утар Прадеш.

## Историја
У време британске управе у Индији,  Азамгарх је био важна војна база британске војске. Током Индијског устанка 1857, 17. пук домородачке пешадије (сепоја) Бенгалске армије стациониран у граду, побунио се против британске власти 3. јуна 1857.

## Демографија
По попису становништва из 2001. године град је имао 104.943 становника.  По последњем попису из 2011. град је имао 110.983 становника, од чега 52,2 % мушкараца, 14,8 % неписмених и 30 % запослених.